# Governo Morawiecki II
Il Governo Morawiecki II è stato il ventesimo Governo della Polonia in carica, per 4 anni e 12 giorni, dal 15 novembre 2019 al 27 novembre 2023. Si tratta del terzo governo polacco, dal 1989, ad aver goduto della maggioranza assoluta monocolore dei seggi in Parlamento.
Presieduto dal Primo ministro Mateusz Morawiecki, si tratta di un governo di coalizione di maggioranza (sebbene in svariate occasioni sia diventato anche un governo di minoranza supportato da partiti minori), composto da Diritto e Giustizia (PiS), Polonia Solidale (SP) e Accordo (P), fino al 2021, cui si è aggiunto, dal 2021, il Partito Repubblicano (PR).

## Storia

### Formazione
Esso si è formato in seguito alla vittoria della coalizione “Destra Unita”, in cui erano contenuti tutti i partiti facenti parte dell’esecutivo, alle elezioni del 2019. Esso ha ricevuto la fiducia il 19 novembre.

### Dimissioni
In seguito allo scioglimento ordinario tramite decreto del Presidente Andrzej Duda dell’Assemblea Nazionale e all’indizione di nuove elezioni, il governo, ai sensi dell’Art. 162 § (1) della Costituzione, ha presentato le dimissioni ufficiali al momento della prima riunione della neo-eletta Assemblea, il 13 novembre 2023.

## Situazione parlamentare
La seguente legenda indica le posizioni dei partiti al momento della fiducia al governo, il 19 novembre 2019: 
| Camera | Collocazione     | Partiti                                        | Seggi     |
| Sejm   |                  |                                                |           |
| ------ | ---------------- | ---------------------------------------------- | --------- |
| Sejm   | Maggioranza      | ZL (235)                                       | 235 / 460 |
| Sejm   | Appoggio esterno | KO (2)                                         | 2 / 460   |
| Sejm   | Opposizione      | KO (134), SLD (49), KP (30), KWiN (11), MN (1) | 223 / 460 |

In seguito alla crisi di governo del 2021, in cui le posizioni in parlamento cambiarono di molto,  in quanto:
- Fuoriuscirono 12 parlamentari (dei quali 9 in seguito aderirono al Partito Repubblicano);
- Il neo-partito "Accordo", scissosi dalla coalizione di governo, decise di dare sostegno al governo;
- Il neo-partito Kukiz'15 decise di passare dall'opposizione a sostenere il governo con un solo parlamentare, il quale, pur rimasto iscritto, decise di restare comunque nelle forze di opposizione in quanto non concorde con le politiche del primo ministro.

Con queste premesse, la leggenda indica la situazione parlamentare nel settembre 2021:
| Camera | Collocazione     | Partiti                                                           | Seggi     |
| Sejm   |                  |                                                                   |           |
| ------ | ---------------- | ----------------------------------------------------------------- | --------- |
| Sejm   | Governo          | ZL (229)                                                          | 229 / 460 |
| Sejm   | Appoggio Esterno | Kukiz'15 (3), KO (2), Indipendenti (1)                            | 6 / 460   |
| Sejm   | Opposizione      | KO (124), PDS (42), KP (27), KWiN (11), Indipendenti (7), ASD (3) | 223 / 460 |

## Composizione
Diritto e Giustizia (PiS)
     Accordo (P)
     Indipendenti di area o nomina Diritto e Giustizia (IND-PiS)
     Polonia Solidale (SP)
     Partito Repubblicano (PR)
     Indipendenti (IND)
| Carica                                                                                 | Titolare | Titolare | Titolare                                                              | Partito |
| -------------------------------------------------------------------------------------- | -------- | -------- | --------------------------------------------------------------------- | ------- |
| Presidente del Consiglio                                                               |          |          | Mateusz Morawiecki                                                    | PiS     |
| Primo Vice-Presidente del Consiglio Ministro della cultura e del patrimonio nazionale  |          |          | Piotr Gliński                                                         | PiS     |
| Secondo Vice-Presidente del Consiglio                                                  |          |          | Jadwiga Emilewicz (dal 9 aprile 2020 al 6 ottobre 2020)               | IND-PiS |
| Terzo Vice-Presidente del Consiglio Ministro della scienza e dell'istruzione superiore |          |          | Jarosław Gowin                                                        | P       |
| Quarto Vice-Presidente del Consiglio                                                   |          |          | Jarosław Kaczyński                                                    | PiS     |
| Quinto Vice-Presidente del Consiglio Ministro degli affari statali                     |          |          | Jacek Sasin                                                           | PiS     |
| Ministro per gli affari esteri                                                         |          |          | Jacek Czaputowicz (fino al 26 agosto 2020)                            | IND-PiS |
| Ministro per gli affari esteri                                                         |          |          | Zbigniew Rau (dal 26 agosto 2020)                                     | PiS     |
| Ministro della difesa                                                                  |          |          | Mariusz Błaszczak                                                     | PiS     |
| Ministro della pubblica istruzione                                                     |          |          | Dariusz Piontowski (fino al 19 ottobre 2020)                          | PiS     |
| Ministro della scienza e dell'istruzione superiore                                     |          |          | Wojciech Murdzek (dal 16 aprile al 19 ottobre 2020)                   | P       |
| Ministro dell'istruzione e della scienza                                               |          |          | Przemysław Czarnek (dal 19 ottobre 2020)                              | PiS     |
| Ministro della salute                                                                  |          |          | Łukasz Szumowski (fino al 20 agosto 2020)                             | IND     |
| Ministro della salute                                                                  |          |          | Adam Niedzielski (dal 20 agosto 2020)                                 | IND     |
| Ministro dell'interno e della pubblica amministrazione                                 |          |          | Mariusz Kamiński                                                      | PiS     |
| Capo della cancellieria del Primo ministro (con funzione di ministro)                  |          |          | Michał Dworczyk                                                       | PiS     |
| Ministro per l'agricoltura e lo sviluppo rurale                                        |          |          | Jan Krzysztof Ardanowski                                              | PiS     |
| Ministro per l'agricoltura e lo sviluppo rurale                                        |          |          | Grzegorz Puda                                                         | PiS     |
| Ministro per l'agricoltura e lo sviluppo rurale                                        |          |          | Henryk Kowalczyk                                                      | PiS     |
| Ministro delle finanze                                                                 |          |          | Tadeusz Kościński (fino al 9 marzo 2022)                              | IND     |
| Ministro delle finanze                                                                 |          |          | Maddalena Rzeczkowska (dal 26 aprile 2022)                            | IND     |
| Ministro della giustizia                                                               |          |          | Zbigniew Ziobro                                                       | SP      |
| Ministro per il lavoro, la famiglia e le politiche sociali                             |          |          | Marlena Maląg                                                         | PiS     |
| Ministro dell'economia marittima e delle vie navigabili interne                        |          |          | Marek Grobarczyk (fino al 6 ottobre 2020)                             | PiS     |
| Ministro delle infrastrutture                                                          |          |          | Andrzej Adamczyk                                                      | PiS     |
| Ministro dello sviluppo e della tecnologia                                             |          |          | Jadwiga Emilewicz (fino al 6 ottobre 2020)                            | IND-PiS |
| Ministro dello sviluppo e della tecnologia                                             |          |          | Jarosław Gowin (dal 6 ottobre 2020 all'11 agosto 2021)                | P       |
| Ministro dello sviluppo e della tecnologia                                             |          |          | Piotr Nowak (dall'11 agosto 2021 al 7 aprile 2022)                    | IND     |
| Ministro dello sviluppo e della tecnologia                                             |          |          | Waldemar Buda (dal 8 aprile 2022)                                     | PiS     |
| Ministro per i fondi e la politica regionale                                           |          |          | Małgorzata Jarosińska-Jedynak                                         | IND     |
| Ministro per i fondi e la politica regionale                                           |          |          | Grzegorz Puda                                                         | PiS     |
| Ministro per gli affari digitali                                                       |          |          | Marek Zagórski (fino al 6 ottobre 2021)                               | PiS     |
| Ministro per gli affari digitali                                                       |          |          | Mateusz Morawiecki (ad interim) (dal 6 ottobre 2021 al 6 aprile 2023) | PiS     |
| Ministro per gli affari digitali                                                       |          |          | Janusz Cieszyński (dal 6 aprile 2023)                                 | PiS     |
| Ministro per il clima e l'ambiente                                                     |          |          | Michał Woś (fino al 6 ottobre 2020)                                   | SP      |
| Ministro per il clima e l'ambiente                                                     |          |          | Michał Kurtyka (dal 6 ottobre 2020 al 26 ottobre 2021)                | IND     |
| Ministro per il clima e l'ambiente                                                     |          |          | Anna Moskwa (dal 26 ottobre 2021)                                     | IND     |
| Ministro per gli affari europei                                                        |          |          | Konrad Szymański                                                      | PiS     |
| Ministro senza portafoglio                                                             |          |          | Łukasz Schreiber                                                      | PiS     |
| Ministro senza portafoglio                                                             |          |          | Michał Wójcik                                                         | SP      |
| Ministro senza portafoglio                                                             |          |          | Michał Cieślak                                                        | PR      |
| Ministro per lo sport (soppresso)                                                      |          |          | Mateusz Morawiecki (fino al 5 dicembre 2019)                          | PiS     |
| Ministro per lo sport (soppresso)                                                      |          |          | Danuta Dmowska-Andrzejuk (dal 5 dicembre 2019 al 6 ottobre 2020)      | IND     |
| Ministro per lo sport e il turismo                                                     |          |          | Kamil Bortniczuk (dal 26 ottobre 2021)                                | PR      |

### Annotazioni
1. 1 2  Viene riportata la situazione parlamentare solo di questa camera (e non anche del Senato) poiché solo quest'ultima ha il potere di controllare il rapporto di fiducia con l'esecutivo

### Fonti
1. ↑  (2019-2021)
2. ↑  (2021-2023)
3. ↑   Prezydent powołał nowy rząd [collegamento interrotto], su prezydent.pl, Prezydent Polski, 15 novembre 2019.
4. ↑   Il partito di destra Diritto e Giustizia ha stravinto le elezioni parlamentari in Polonia, Il Post, 14 ottobre 2019.
5. ↑  (PL) Sejm udzielił wotum zaufania rządowi Mateusza Morawieckiego, TVN24, 19 novembre 2019.
6. ↑  (PL) Sejm udzielił wotum zaufania rządowi Morawieckiego. Dwoje posłów KO zagłosowało "za", Polsat News, 19 novembre 2019.
7. ↑   COSTITUZIONE DELLA REPUBBLICA POLACCA, su sulleregole.it, Associazione “Sulle Regole”.
8. ↑  Coalizione formata da: Diritto e Giustizia (PiS), Polonia Solidale (SP), Partito Repubblicano (PR), Rinnovamento della Repubblica di Polonia (ODNowa RP) ed Indipendenti.
9. ↑  Anche Vice-Presidente del Consiglio dal 15 novembre 2019 al 9 aprile 2020 e dal 6 ottobre 2020 all'11 agosto 2021.
10. ↑  Dicastero soppresso ed inglobato inizialmente al “Ministero della cultura e del patrimonio nazionale” poi successivamente al “Ministero del Turismo”.